# Christianella surinamensis
Christianella surinamensis är en tvåhjärtbladig växtart som först beskrevs av André Joseph Guillaume Henri Kostermans, och fick sitt nu gällande namn av W.R.Anderson. Christianella surinamensis ingår i släktet Christianella och familjen Malpighiaceae. Inga underarter finns listade i Catalogue of Life.